# L'autostrada
L'autostrada (Take the 10) è un film del 2017 diretto da Chester Tam.
Pellicola statunitense che tra i protagonisti ha lo stesso regista Chester Tam.

## Trama
Chester e Chris sono due amici che lavorano come impiegati in un piccolo supermercato. Chester è intenzionato a vendere la propria auto per comprarsi un biglietto per un viaggio in Brasile, ma i potenziali acquirenti si rivelano essere dei banditi sudamericani che rapiscono il giovane e lo sfruttano per svolgere dei crimini. Chris, invece, sogna di andare ad un festival musicale che si terrà la sera stessa, ma riesce solo a racimolare dei biglietti falsi. Chris riesce a scambiare i finti biglietti con quelli veri imbrogliando Jay, un pericoloso spacciatore, rubandogli anche qualche pasticca prima di scapparsene. Nel mentre, il capo dei due ragazzi, assiduo scommettitore e cocainomane, chiede dei soldi in prestito a Chris e Chester in quanto indebitato con lo stesso spacciatore che era stato truffato in precedenza per i biglietti. Dopo una serie di peripezie, la polizia, con l’aiuto del capo del supermercato, riesce ad arrestare Jay.

## Distribuzione
Il film è stato distribuito il 20 gennaio 2017 sulla piattaforma di Streaming Online Netflix.